# Parafia św. Michała Archanioła w Cigacicach
Parafia św. Michała Archanioła w Cigacicach – parafia rzymskokatolicka, terytorialnie i administracyjnie należąca do diecezji zielonogórsko-gorzowskiej, do dekanatu Sulechów. W parafii posługują księża diecezjalni. 